# Saint-Genest (Vosges)
Saint-Genest é uma comuna francesa na região administrativa de Grande Leste, no departamento de Vosges. Estende-se por uma área de 6,26 km². Em 2010 a comuna tinha 140 habitantes (densidade: 22,4 hab./km²).